# (6339) Giliberti
(6339) Giliberti es un asteroide perteneciente al cinturón de asteroides, región del sistema solar que se encuentra entre las órbitas de Marte y Júpiter.
Fue descubierto el 20 de septiembre de 1993 por Vincenzo Silvano Casulli desde el observatorio de Colleverde.

## Designación y nombre
Designado provisionalmente como 1993 SG fue nombrado en honor de Giuseppina Giliberti (n. 1947), esposa del descubridor.

## Características orbitales
Giliberti está situado a una distancia media del Sol de 2,374 ua, pudiendo alejarse hasta 2,870 ua y acercarse hasta 1,877 ua. Su excentricidad es 0,209 y la inclinación orbital 4,759 grados. Emplea 1335,67 días en completar una órbita alrededor del Sol.

## Características físicas
La magnitud absoluta de Giliberti es 14,23.